# Philemon yorki
El filemón del cabo York (Philemon yorki) es una especie de ave paseriforme de la familia Meliphagidae endémica del noreste de Australia. Anteriormente se consideraba una subespecie del filemón de yelmo.

## Distribución y hábitat
Se extiende por el noreste de Australia, desde la península del cabo York hasta el macizo Connors, además de las islas del sur del estrecho de Torres. Su hábitat natural son los bosques húmedos tropicales.